# Лебеда соляная
Лебеда соляная (Atriplex halimus) — вид цветковых растений из рода Лебеда семейства Амарантовые (Amaranthaceae).

## Описание
Вечнозелёное растение, кустарник высотой от 2 до 3 метров. Стебель прямостоячий, сильноразветвлённый. Листья очередные, сморщенные на черешках от 0,3 до 1 сантиметра, покрыты серебристыми волосками, отчего выглядят словно посыпанные мукой. Листья длиной от 1 до 4 (реже 6) сантиметров, шириной от 0,5 до 3 (реже 5) сантиметров. Листовые пластинки продолговатые, яйцевидные или ромбические, цельные или неглубоко лопастные. Верхние листья ланцетные. Цветы опыляются ветром, желтовато-зеленые, невзрачные и сгруппированы в плотных кластерах. Однодомное растение, цветки однополые, но находятся на одном растении. Мужские цветки часто присутствуют в меньшем количестве. Период цветения с июня по октябрь. Плоды достигают в длину от 3,5 до 4 миллиметров и шириной от 5 до 6 миллиметров. Их форма от почкоподобной, широкояйцевидной до почти округлой. Темно-коричневое семя имеет диаметр около 1,5 миллиметров.

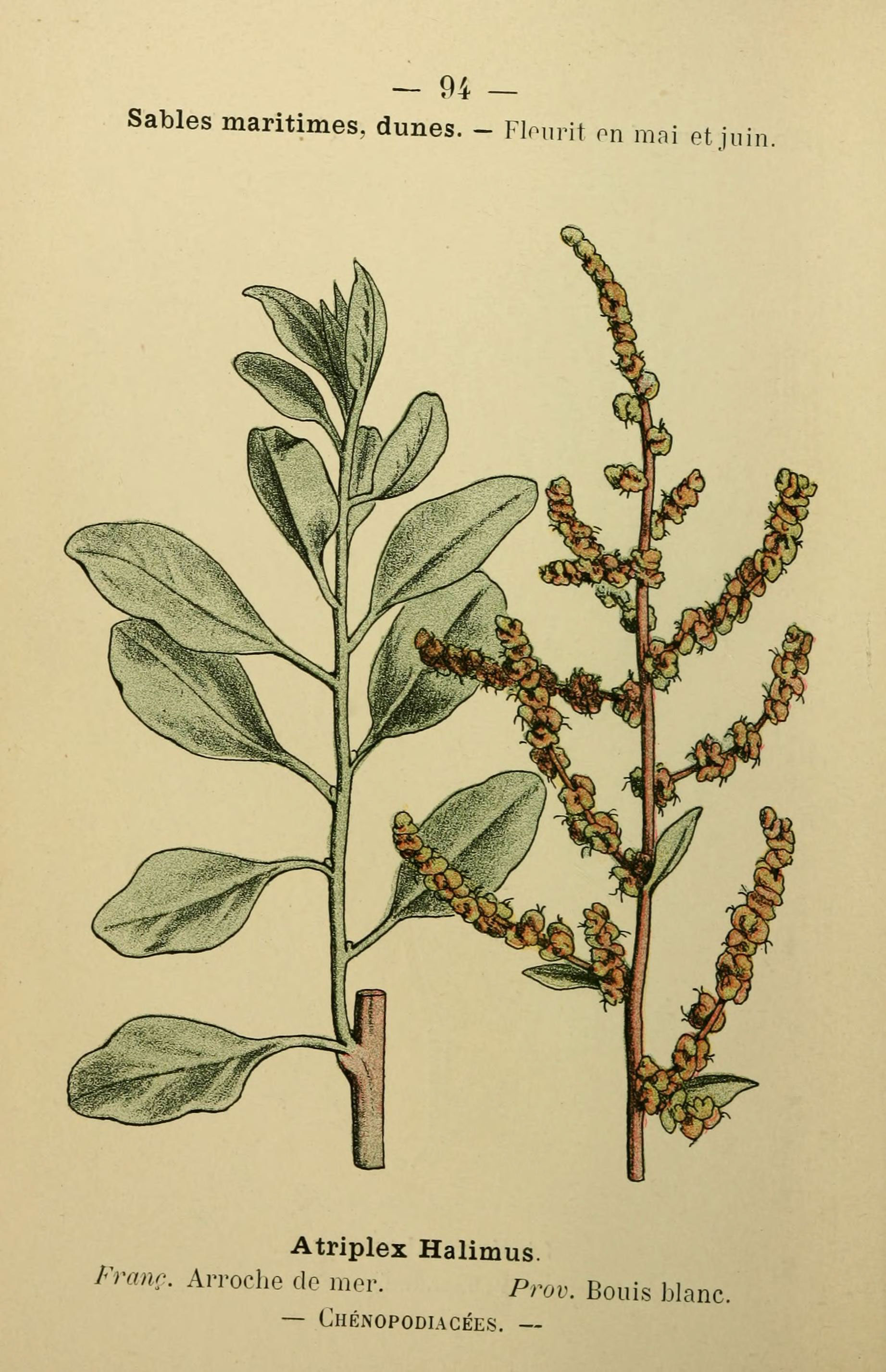
Ботаническая иллюстрация из книги Отто Пенцига, 1902

## Среда обитания
Обитает в Северной Африке, Западной Азии и Южной Европе.
Растёт в солнечных местах на приморском песчаном побережье и солончаках. Галофит, чрезвычайно терпим к содержанию солей и щелочей в почве и засушливому климату. Ветроустойчивое растение. Выдерживает заморозки до минус 10 °C. Произрастает в местах с количеством осадков от 75 до 375 и более миллиметров.
Растёт на легких песчаных и глинистых почвах. Предпочитает дренированные почвы.

## Использование
Выращивается как кормовое и пищевое растение. Полностью съедобное растение, может употребляться в пищу, листья в сыром или варенном виде, семена — в приготовленном виде. Листья имеют приятный, солоноватый вкус, сочетаются в салатах и могут служить заменой шпинату. Из семян можно получить муку.
Является основным источником пищи для дневной песчанки.
Ветрогонное средство. Из побегов выделяются антациды для лекарственных целей.
Пепел используется для изготовления мыла.
Посевы используются как живая изгородь. Могут использоваться для обессоливания почвы.

## Использование в древности
Растение употреблялось в пищу бедными. Упоминается в Библии в книге Иова на языке Мишны ивр. לעונין‎ (левнин), на библейском —  מלוח‎ (малуах), в Септуагинте — др.-греч. ἅλιμος (алимос) (Иов. 30:4).